# Économie du Massif central
L'économie du Massif central a fait l'objet d'une attention particulière et d'une volonté de cohérence sur cet espace naturel réparti sur plusieurs régions administratives, au moins depuis le plan Massif central décrété par le président Valéry Giscard d'Estaing en 1975.

## Historique
Cet espace a bénéficié longtemps d'une économie rurale, caractérisée notamment par une tradition de l'élevage : « Nul ne sait qui des deux arriva le premier dans le Massif Central, de l'homme ou de la vache », résume Jean Anglade, cité par Fernand Braudel. Par contre, au XIXe siècle, toujours selon les cartes établies par Fernand Braudel, le Massif central semble déjà la tache la plus blanche au milieu de la France, aussi bien sur la carte de l'urbanisation en 1806, que sur celle des différences entre les zones  économiques en 1836, une carte dressée sur la base de 33 indicateurs (agriculture, transports, industrie, revenus, patrimoines, etc.). Dans les années 1950, alors que les trente glorieuses commencent et que la France paysanne marque le pas, cet espace fait partie, pour Michel Gervais, Marcel Jollivet et Yves Tavernier, des territoires à l'écart de l'expansion économique qui caractérise cette époque. 
En septembre 1975, le président Valéry Giscard d'Estaing, annonce un plan Massif central, avec une quarantaine de mesures  touchant des domaines variés : voies de communications et désenclavement de l'espace montagnard, emploi, maintien des services publics, aides à l'industrie, soutien à la petite agriculture de montagne, dynamisme de l'artisanat, tourisme, thermalisme. Ce plan est maintenu plus ou moins, et adapté, par les gouvernements suivants,,,,. 
Un colloque tenu le 29 septembre 2015 à Clermont-Ferrand fait le point quarante ans plus tard sur ce fameux plan. Sur les voies de communication et le désenclavement, des améliorations ont été apportées aux accès routiers, par exemple par le prolongement de l'autoroute A71 jusque Clermont-Ferrand, la construction de l'autoroute A75, le viaduc de Millau, et l'autoroute A89. Par contre, le Massif central reste en 2015, pour les participants au colloque, «le grand oublié du transport ferroviaire». Sur la présence des services publics, la tendance est toujours à une réduction des implantations de ces services. La création d'une région regroupant Auvergne et Rhône-Alpes crée aussi une inquiétude sur les structures régionales, qui pourraient être rationalisées et en partie regroupées en Rhône-Alpes. Le potentiel touristique semble de plus en plus exploité, avec par exemple  le plus grand domaine skiable du monde pour la nouvelle région constituée, Auvergne-Rhône-Alpes, ou encore, la création dans les années 1990 et début des années 2000 du parc, et centre de culture scientifique, Vulcania,.  Même si l'espace du Massif central reste majoritairement rural, une « armature urbaine » s'est maintenue, constituée de trente aires de toutes tailles. Par contre, un des autres objectifs du plan de 1975 était le doublement du nombre d'entreprises artisanales et est un échec, avec, au contraire, un tassement de ce nombre : de 76 000 en 1975 à 74 000 environ en 2015.